# Scirpus mitsukurianus
Scirpus mitsukurianus är en halvgräsart som beskrevs av Tomitaro Makino. Scirpus mitsukurianus ingår i släktet skogssävssläktet, och familjen halvgräs. Inga underarter finns listade i Catalogue of Life.